# Богдановичи (дворянский род)
Богдановичи (пол. Bogdanowicz, укр. Богдановичі, бел. Багдановічы) — два дворянских и шляхетский род разного происхождения.
1. Потомство Семёна Фёдоровича Дворжецкого, который был пожалован имением в Оршанском повете в 1554. Внуки его Пётр и Иван стали писаться Богдановичами, это название и обратилось в фамилию (Гербовник. Часть XII. № 43).
2. малороссийский дворянский род этого имени считает своими предками тех Богдановичей, которые жалованы были поместьями в Гетманщине 1668. (Гербовник, ч. VII, № 114; сходный герб — см. англ. Hornowski coat of arms‎)[1].
3. Род Богдановичей подтвердил своё шляхетское происхождение в империи Габсбургов, род был внесён в гербовник королевстве Галиции и Лодомерии (см. пол. Bohdanowicz‎)[2]

## Описание герба

#### Герб. Часть VII. № 114.
В красном поле опрокинутая подкова, увенчанная золотым кавалерским крестом и сопровождаемая с боков двумя опрокинутыми серебряными стрелами, а внизу двумя противообращёнными рогами того же металла.
Щит увенчан дворянскими шлемом и короной. Нашлемник: возникающий коронованный лев, держащий меч. Намёт на щите красный подложен серебром.
В Малороссийском гербовнике записано, что данный герб (Лада) потомства Ивана Демьяновича (Богдановича), Глуховского сотенного хорунжего, а с 1680 года — священника.

#### Герб. Часть XII. № 43.
Герб потомства Петра и Ивана Богдановичей: в красном щите изображены золотая подкова шипами вниз и на ней золотой широкий крест. В середине подковы три золотых бруска. Верхний самый маленький, нижний самый большой. Щит увенчан дворянским шлемом с короной. Нашлемник — золотая подкова шипами вниз и на ней золотой широкий крест, в середине подковы три золотых бруска, из которых верхний самый маленький, а нижний самый большой. Намёт красный с золотом.